# La Bandera
La Bandera är en ort i Mexiko, tillhörande kommunen Ixtlahuaca i den västra delen av delstaten Mexiko. Orten hade 424 invånare vid folkräkningen 2010.